# Ștefan I
Ștefan I (n. c. 1364 - d. înainte de 28 noiembrie 1399) a fost domn al Moldovei în perioada decembrie 1394 - înainte de 28 noiembrie 1399.
Analizele ADN recente au dovedit că a fost fiul cel mare al lui Roman I din prima căsătorie a acestuia cu o verișoară primară. În acest fel, trebuie eliminată ipoteza că mama lui ar fi o lituaniancă din familia Koriatovici, din Podolia, a dinastiei Gedyminovici.. A avut ca frați pe Mihail și Iuga, iar din a doua căsătorie a lui Roman I cu Anastasia, a avut frați vitregi pe Bogdan (1391-1404) și Alexandru.

## Domnie
Prima mențiune documentară a domniei lui Ștefan I este datată la 6 ianuarie 1394 într-un act redactat la Suceava prin care noul domn anunță că am ocupat și ne-am așezat în voievodatul Țării Moldovei.
A ajuns pe tron cu ajutorul lui Vladislav al II-lea Iagello, care-l preferă în defavoarea vărului său Roman, fiul lui Petru al II-lea. Astfel îi devine vasal regelui polon și îi promite ajutor împotriva oricărui dușman.
Regele Ungariei, Sigismund de Luxemburg care avea pretenții de suzeranitate asupra Moldovei și care se afla în relații adverse cu Polonia organizează o expediție împotriva lui Ștefan I, trecând munții și asediază cetatea Neamțului, dar fără a o putea cuceri. În timpul retragerii, oastea ungurească a fost atacată și zdrobită de către Ștefan cu toată puterea poporului său, în februarie 1395, la Hindău, astăzi satul Ghindăoani, județul Neamț.

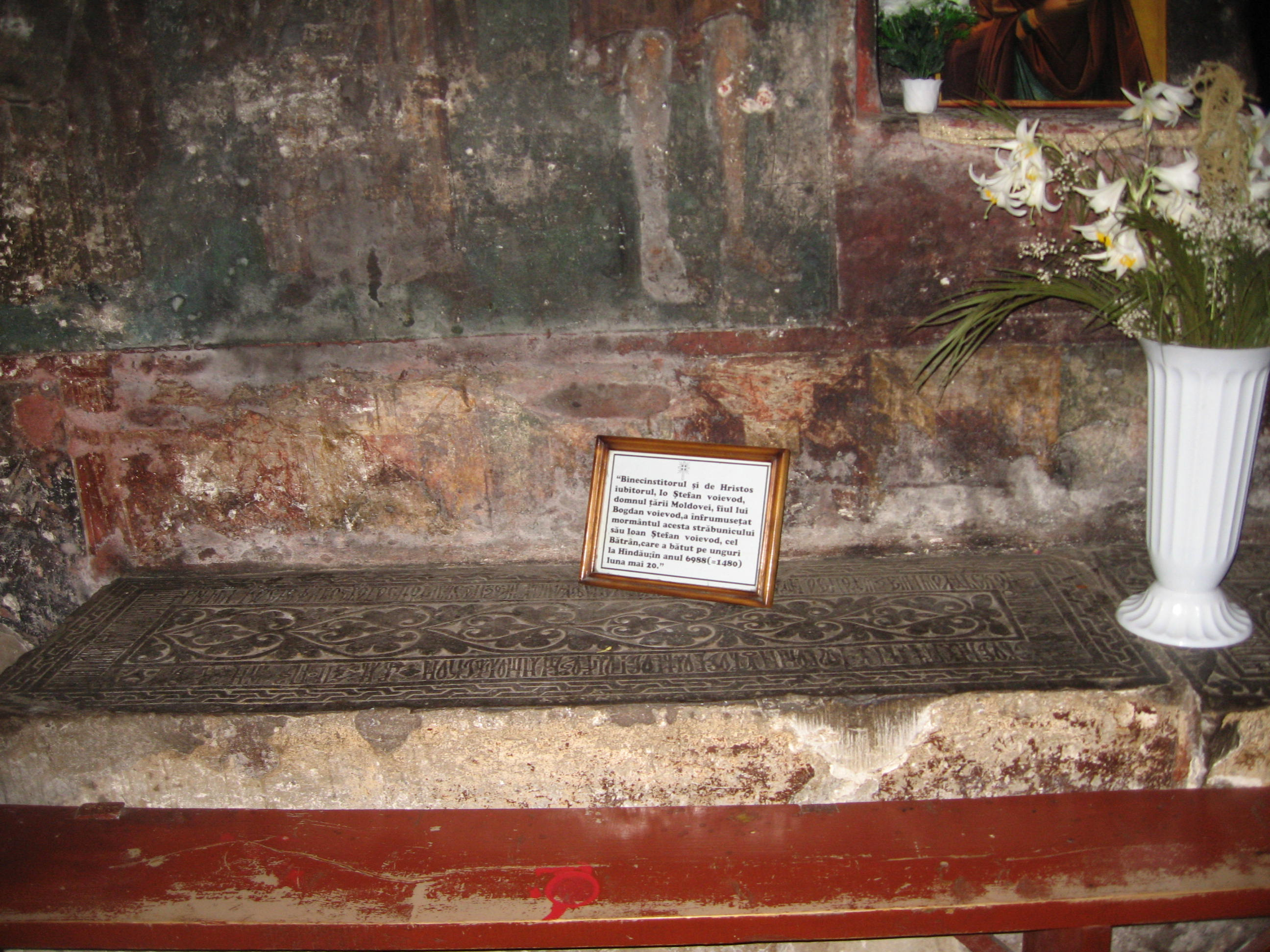
Mormântul lui Ștefan I în Mănăstirea Bogdana

A sprijinit cu trupe, ca aliat al polonezilor, bătălia dezastruoasă de lângă Vorskla (12 august 1399) împotriva tătarilor, unde oastea creștină a fost învinsă. Ștefan I nu a participat personal la această bătălie deoarece niciodată domnii Moldovei nu au condus personal unitățile trimise în ajutorul suzeranului lor, și cu atât mai puțin s-ar fi pus în fruntea celor trimise unui simplu aliat, și încă la depărtare atât de mare de țară.
Ștefan I a murit când avea circa 35 ani, cândva înainte de 28 noiembrie 1399 și a fost înmormântat în Mănăstirea Bogdana din Rădăuți, iar pe piatra funerară amplasată de strănepotul său Ștefan cel Mare, la 20 mai 1480, se amintește de victoria strălucită de la Hindău: bătrânul Ștefan voievod, care a bătut pe unguri la Hindov, a biruit pe Jicmont craiul unguresc la Hindov.